# Carlo Vanzina
Pour les articles homonymes, voir Vanzina.
Carlo Vanzina, né le 13 mars 1951 à Rome et mort le 8 juillet 2018 dans la même ville, est un réalisateur italien de cinéma.

## Biographie
Fils du réalisateur Steno et Maria Teresa Nati, ainsi que frère cadet d'Enrico Vanzina, Carlo Vanzina a abordé divers genres, notamment la comédie et dans une moindre mesure le giallo. Il a fréquenté le Lycée Chateaubriand à Rome. Après un apprentissage auprès de Mario Monicelli, de son père Steno et d'Alberto Sordi, lui et son frère aîné Enrico forment un duo très soudé de cinéastes d'une grande polyvalence et d'une grande efficacité de production. Après ses débuts derrière la caméra en 1976 avec Honeymoon in Three, il a réalisé en 40 ans 60 films pour grand écran, créant certains des plus grands succès du cinéma italien des années 80 et 90, porte-drapeau de cette évolution particulière de la comédie italienne vers les territoires plus facilement commercialisés de la jeunesse et de l’humour dérivé de la télévision.
À partir des années 1980, ses films comiques ont obtenu d'importants succès au box-office italien, faisant de lui l'un des cinéastes les plus actifs du cinéma italien.
Il travaille régulièrement avec son frère, le scénariste Enrico Vanzina : leurs films en commun sont souvent désignés comme des films des « frères Vanzina. »
Carlo Vanzina meurt le 8 juillet 2018 à l'âge de 67 ans à son domicile à Rome.

## Filmographie partielle

### Réalisateur
- 1976 : Luna di miele in tre (it)
- 1979 : Figlio delle stelle
- 1979 : Arrivano i gatti (it)
- 1981 : Una vacanza bestiale (it)
- 1981 : I fichissimi (it)
- 1982 : Eccezzziunale... veramente (it)
- 1982 : Viuuulentemente mia
- 1982 : Sapore di mare
- 1983 : Mystère
- 1983 : Il ras del quartiere (it)
- 1983 : Vacanze di Natale
- 1984 : Amarsi un po'
- 1984 : Vacanze in America (it)
- 1985 : Où est passée Jessica (Sotto il vestito niente)
- 1986 : Yuppies - I giovani di successo (it)
- 1987 : Via Montenapoleone
- 1987 : Mes quarante premières années (I miei primi 40 anni)
- 1987 : Montecarlo Gran Casinò (it)
- 1988 : La partita
- 1989 : Le finte bionde (it)
- 1990 : Tre colonne in cronaca
- 1991 : Miliardi
- 1991 : Piedipiatti (it)
- 1992 : Sognando la California
- 1993 : Piccolo grande amore (it)
- 1994 : I mitici, colpo gobbo a Milano
- 1994 : S.P.Q.R. - 2000 e ½ anni fa
- 1995 : Io no spik inglish (it)
- 1995 : Selvaggi (it)
- 1996 : Squillo (it)
- 1996 : A spasso nel tempo (it)
- 1997 : Bansai (it)
- 1997 : A spasso nel tempo - L'avventura continua (it)
- 1999 : Il cielo in una stanza (it)
- 1999 : Vacanze di Natale 2000 (it)
- 2000 : Quello che le ragazze non dicono (it)
- 2001 : E adesso sesso (it)
- 2001 : South Kensington
- 2003 : Il pranzo della domenica
- 2005 : Il ritorno del Monnezza
- 2006 : Olé (it)
- 2009 : Un'estate ai Caraibi (it)
- 2010 : Ti presento un amico (it)
- 2010 : La vita è una cosa meravigliosa (it)
- 2011 : Sotto il vestito niente: L'ultima sfilata (it)
- 2011 : Ex - Amici come prima! (it)
- 2014 : Sapore di te
- 2014 : Un matrimonio da favola (it)
- 2015 : Torno indietro e cambio vita (it)
- 2016 : Miami Beach (it)
- 2016 : Non si ruba a casa dei ladri (it)
- 2017 : Caccia al tesoro (it)

### Acteur
- 1952 : Totò et les femmes (Totò e le donne) de Mario Monicelli et Steno - non crédité au générique
- 2003 : Natale in India de Neri Parenti

### Producteur
- 1991 : Vita coi figli de Dino Risi